# Елса (Техас)
Елса (англ. Elsa) — місто (англ. city) в США, в окрузі Ідальго штату Техас. Населення — 5668 осіб (2020).

## Географія
Елса розташована за координатами 26°17′52″ пн. ш. 97°59′38″ зх. д. / 26.29778° пн. ш. 97.99389° зх. д. (26.297885, -97.993759).  За даними Бюро перепису населення США в 2010 році місто мало площу 3,90 км², уся площа — суходіл. В 2017 році площа становила 5,13 км², уся площа — суходіл.

## Демографія
Згідно з переписом 2010 року, у місті мешкало 5660 осіб у 1731 домогосподарстві у складі 1365 родин. Густота населення становила 1449 осіб/км².  Було 1880 помешкань (481/км²).
Расовий склад населення:
| - 82,8 % — білих - 0,8 % — чорних або афроамериканців - 0,3 % — корінних американців - 0,1 % — азіатів - 14,2 % — осіб інших рас |

До двох чи більше рас належало 1,8 %. Частка іспаномовних становила 97,8 % від усіх жителів.
За віковим діапазоном населення розподілялося таким чином: 32,2 % — особи молодші 18 років, 54,5 % — особи у віці 18—64 років, 13,3 % — особи у віці 65 років та старші. Медіана віку мешканця становила 31,6 року. На 100 осіб жіночої статі у місті припадало 94,2 чоловіків;  на 100 жінок у віці від 18 років та старших — 84,6 чоловіків також старших 18 років.
Середній дохід на одне домашнє господарство  становив 27 984 долари США (медіана — 22 464), а середній дохід на одну сім'ю — 32 071 долар (медіана — 24 214). Медіана доходів становила 29 300 доларів для чоловіків та 24 699 доларів для жінок. За межею бідності перебувало 45,8 % осіб, у тому числі 66,3 % дітей у віці до 18 років та 35,0 % осіб у віці 65 років та старших.
Цивільне працевлаштоване населення становило 1943 особи. Основні галузі зайнятості: освіта, охорона здоров'я та соціальна допомога — 30,3 %, роздрібна торгівля — 11,2 %, фінанси, страхування та нерухомість — 8,0 %, виробництво — 7,9 %.